# Wybory prezydenckie w Burundi w 1993 roku
Wybory prezydenckie w Burundi w 1993 roku – pierwsze wybory prezydenckie w historii Burundi, przeprowadzone 1 czerwca 1993 roku, zakończone zwycięstwem kandydata opozycji, Melchiora Ndadaye z grupy etnicznej Hutu.

## Tło społeczno-historyczne
Podobnie jak w przypadku sąsiedniej Rwandy brzemienny wpływ na losy niepodległego Burundi wywarł narastający antagonizm pomiędzy zajmującą tradycyjnie wyższą pozycję społeczną mniejszością Tutsi a dominującymi liczebnie Hutu. O ile jednak w Rwandzie krwawe powstanie ludowe doprowadziło do obalenia tamtejszej monarchii Tutsi i utworzenia całkowicie zdominowanej przez Hutu republiki (1959–1962), o tyle Burundi rozpoczęło niepodległy byt jako monarchia konstytucyjna, w której duże wpływy zachowali Tutsi. Nieudany zamach stanu, przeprowadzony przez grupę oficerów Hutu w październiku 1965, umożliwił zdominowanej przez Tutsi armii przejęcie kontroli nad państwem. Dominację Tutsi utwierdziło ostatecznie ludobójstwo elity społecznej Hutu, dokonane przez wojskowy reżim w 1972 roku. Przez kolejnych 16 lat władza, wpływy, przywileje i bogactwo były zastrzeżone wyłącznie dla przedstawicieli Tutsi, podczas gdy Hutu blokowano dostęp do edukacji oraz pozbawiano ich możliwości służby w strukturach militarnych lub pracy w administracji państwowej. Ponadto od 1966 roku w Burundi funkcjonował system jednopartyjny, w którym rolę monopartii odgrywała Partia Jedności i Postępu Narodowego Burundi (UPRONA).
W sierpniu 1988 w gminach Ntega i Marangara na północy kraju wybuchło spontaniczne powstanie Hutu, wywołane prowokacjami lokalnych urzędników Tutsi oraz obawami przed powtórzeniem się ludobójstwa z 1972 roku. W trakcie kilkudniowych zamieszek zostało zabitych kilkuset Tutsi, w tym liczne kobiety i dzieci. W odwecie rządowa armia zamordowała od 15 tys. do 30 tys. Hutu, a kolejnych 50 tys. zmusiła do ucieczki z kraju. Masakry w Ntega i Marangara wywołały oburzenie światowej opinii publicznej. W obawie przed międzynarodową izolacją oraz sankcjami ekonomicznymi prezydent Pierre Buyoya był zmuszony podjąć daleko idące reformy. Już w październiku 1988 roku utworzył Narodową Komisję do Zbadania Kwestii Jedności Narodowej – ciało o zrównoważonym składzie etnicznym, którego zadaniem miało być m.in. opracowanie rekomendacji służących budowie narodowej jedności. Powołał także nowy rząd, na którego czele stanął Adrien Sibomana, z pochodzenia Hutu. W rządzie Sibomany Hutu otrzymali dwanaście tek ministerialnych, na skutek czego po raz pierwszy od 1965 roku Burundi miało rząd, którego premier oraz połowa ministrów wywodzili się z Hutu. Na mocy referendum z lutego 1991 przyjęta została „Karta Jedności Narodowej”. Umożliwiono także większej liczbie Hutu podjęcie nauki w szkołach średnich i wyższych oraz zainicjowano działania mające na celu umożliwienie dobrowolnego powrotu burundyjskich uchodźców do ojczyzny. 
Definitywny koniec „zimnej wojny” oraz rosnąca presja Zachodu na reformy demokratyczne i wolnorynkowe w państwach Afryki zmusiły niebawem prezydenta Buyoyę do kolejnych ustępstw wobec Hutu i opozycji politycznej. W efekcie mimo licznych trudności, krwawych starć na tle etnicznym jesienią 1991 oraz kilku prób zamachu stanu proces demokratyzacji postępował nieprzerwanie. Nowa konstytucja, przywracająca system wielopartyjny, uwzględniająca zasady trójpodziału władzy i rządów prawa, a także gwarantująca obywatelom podstawowe prawa człowieka uchwalona została 13 marca 1992. Systematycznie zwiększano udział Hutu w rządzie, administracji i w kierowniczych gremiach rządzącej partii UPRONA. Na początku 1993 roku Buyoya zapowiedział przeprowadzenie wolnych wyborów prezydenckich i parlamentarnych.

## Kandydaci i charakterystyka kampanii wyborczej
W myśl artykułu 57 nowej konstytucji Burundi zabronione było tworzenie partii politycznych na podstawie kryterium przynależności etnicznej, religijnej, regionalnej lub płciowej. Z tego względu rywalizujące ugrupowania musiały szukać poparcia wśród przedstawicieli wszystkich grup etnicznych. Dotyczyło to w szczególności rządzącej od 1962 roku partii UPRONA, która usilnie starała się zerwać z dotychczasowym wizerunkiem partii reprezentującej interesy Tutsi. Prezydent Pierre Buyoya – oficjalny kandydat UPRONA w wyścigu prezydenckim – wraz ze swoją partią głosił energicznie hasło „narodowej jedności”. Władze podejmowały rozmaite wysiłki w celu zwiększenia poparcia Hutu dla rządzącej partii, m.in. poprzez darmowe przydziały nawozów sztucznych i materiałów budowlanych dla tzw. postępowych rolników. W 1991 roku stanowisko przewodniczącego UPRONA po raz pierwszy w historii objął Hutu (Nicolas Mayugi). Przedstawiciele tej grupy etnicznej zajęli także 40 miejsc w 81-osobowym Komitecie Centralnym UPRONA. Ponadto Hutu powierzono wiele eksponowanych stanowisk w gminnych i prowincjonalnych strukturach partyjnych. Owe gesty nie naruszały jednak interesów rządzącej elity Tutsi, stąd też nie przełożyły się na wzrost zaufania Hutu do Buyoyi i UPRONA.
Na przełomie lat 80. i 90. wyrazicielem aspiracji umiarkowanych Hutu stał się powstały w 1983 roku Front pour la Démocratie au Burundi (FRODEBU). W pierwszych latach swojego istnienia FRODEBU działał w konspiracji (jego legalizacja nastąpiła dopiero w lipcu 1992 roku). Przez długi czas uznawany był także za „partię intelektualistów”, oderwaną od problemów zwykłych Hutu. Z czasem wokół FRODEBU powstała jednak szeroka i sprawnie funkcjonująca koalicja, w której skład weszły m.in. liczne organizacje obrońców praw człowieka, związki zawodowe, a nawet organizacje i zrzeszenia powiązane z rozmaitymi kościołami chrześcijańskimi. FRODEBU odżegnywał się przy tym od wizerunku partii monoetnicznej, szukając poparcia także wśród Tutsi oraz wśród członków mniejszych grup etnicznych. Przywódca FRODEBU, Melchior Ndadaye stał się oficjalnym kandydatem tej partii na urząd prezydenta Burundi. Hasłami przewodnimi jego kampanii wyborczej stały się „sprawiedliwość” oraz „zmiana”.
Ndadaye i Buyoya byli w zasadzie jedynymi liczącymi się uczestnikami wyścigu prezydenckiego. Trzeci kandydat – Pierre-Claver Sendegeya, Hutu reprezentujący monarchistyczną i zdominowaną przez Tutsi Parti de la Réconciliation des Personnes (PRP) – cieszył się bowiem minimalną popularnością. Obok poparcia FRODEBU kandydatura Ndadaye uzyskała również poparcie trzech mniejszych partii Hutu – Rassemblement du peuple burundais (RPB), Parti du peuple (PP) oraz Parti liberal (PL). Miało to znaczenie przede wszystkim symboliczne, gdyż pozwoliło Ndadaye prezentować się w roli kandydata szerokiej koalicji opozycyjnej. Buyoya, który bezskutecznie starał się uzyskać poparcie wymienionych wyżej partii Hutu, musiał ostatecznie zadowolić się wyłącznie poparciem satelickiego wobec UPRONA ugrupowania Rassemblement démocratique pour le développement économique et social (RADDES).
W trakcie kampanii wyborczej Buyoya i jego partia dysponowali wyraźnym wsparciem rządowych mediów. Na szczeblu lokalnym miały także miejsce przypadki zastraszania, aresztowania lub nawet fizycznej przemocy wobec działaczy FRODEBU. Niemniej kampanię wyborczą uznano za zasadniczo uczciwą i spokojną, chociażby ze względu na fakt, iż FRODEBU mogło działać swobodnie oraz bez przeszkód organizować spotkania i masowe wiece. Wśród akredytowanych w Burundi zagranicznych dziennikarzy i dyplomatów panowało przekonanie, iż mniej lub bardziej zdecydowanym zwycięzcą wyborów będzie urzędujący prezydent.

## Wyniki wyborów
Wybory prezydenckie zostały przeprowadzone 1 czerwca 1993 roku. Ich wyniki przedstawiały się następująco: 
| Kandydat                                    | Partia                                      | Głosy     | Procent |
| ------------------------------------------- | ------------------------------------------- | --------- | ------- |
| Melchior Ndadaye                            | FRODEBU                                     | 1 483 904 | 65,68%  |
| Pierre Buyoya                               | UPRONA                                      | 742 360   | 32,86%  |
| Pierre-Claver Sendegeya                     | PRP                                         | 33 072    | 1,46%   |
| Głosy nieważne                              | Głosy nieważne                              | 32 410    | 1,4%    |
| Łączna liczba oddanych głosów               | Łączna liczba oddanych głosów               | 2 291 746 | 100,0%  |
| Liczba zarejestrowanych wyborców/frekwencja | Liczba zarejestrowanych wyborców/frekwencja | 2 355 126 | 97,3%   |

Największe poparcie, sięgające odpowiednio 84,87% i 84,34%, Ndadaye uzyskał w prowincjach Cibitoke i Bubanza. W prowincjach Bużumbura, Kirundo i Ruyigi kandydat FRODEBU zdobył ponad 70% głosów; w prowincjach Gitega, Karuzi, Kayanza, Makamba, Muyinga, Ngozi – ponad 60% głosów; w prowincjach Bururi, Muramvya i Rutana – ponad 50% Stosunkowo najmniejsze poparcie, tj. poniżej 50%, Ndadaye uzyskał natomiast w prowincjach Cankuzo (30,54%) i Miasto Bużumbura (44,62%). Zasadniczo większość wyborców Hutu oddała głos na Ndadaye, podczas gdy większość Tutsi poparła Buyoyę – nie było to jednak absolutną regułą.
Przebieg wyborów monitorowało blisko stu międzynarodowych oraz około tysiąca burundyjskich obserwatorów.

## Konsekwencje
Prezydent Pierre Buyoya bezzwłocznie uznał swoją porażkę. Po oficjalnym ogłoszeniu wyników wyborów prezydenckich na ulice Bużumbury wyszły jednak tysiące rozgoryczonych działaczy UPRONA oraz studentów Tutsi (4 czerwca). Kilka tygodni później wyborczy sukces opozycji został przypieczętowany bezapelacyjnym zwycięstwem FRODEBU w wyborach parlamentarnych (29 czerwca). W nocy 2/3 lipca 1993 ppłk. Sylvestre Ningaba, były szef gabinetu Buyoyi, podjął próbę zamachu stanu, chcąc w ten sposób zahamować demokratyczne przemiany. Niedoszły pucz został jednak błyskawicznie stłumiony, a Ningaba i jego współpracownicy zostali aresztowani i uwięzieni.
Zaprzysiężenie Ndadaye nastąpiło 10 lipca 1993. Nowy prezydent usilnie starał się podkreślać, iż jest reprezentantem wszystkich Burundyjczyków. W przemówieniu wygłoszonym po tuż ogłoszeniu wyników wyborów oświadczył, iż jego wybór „nie był zwycięstwem żadnej pojedynczej grupy, lecz zwycięstwem demokracji”. 10 lipca 1993 powołał także rząd koalicyjny, w którym stanowisko premiera objęła Sylvie Kinigi – Tutsi, członkini UPRONA. W 23-osobowym gabinecie zasiadło czternastu Hutu i dziewięciu Tutsi, przy czym trzynaście tek ministerialnych przypadło przedstawicielom FRODEBU, a kolejnych sześć politykom UPRONA. Pokojowe przejęcie władzy przez Ndadaye i FRODEBU zostało przyjęte z wielkim uznaniem przez społeczność międzynarodową. Burundi uznano za „model dla wszystkich aspirujących demokracji” oraz wzór dla pozostałych państw kontynentu.
Zdominowana przez Tutsi armia nie pogodziła się jednak z utratą władzy. 21 października 1993 wojsko podjęło próbę puczu, w której trakcie zamordowano Ndadaye oraz kilku jego najbliższych współpracowników. Na wieść o śmierci prezydenta wieśniacy Hutu, kierowani w wielu wypadkach przez lokalnych działaczy FRODEBU, przystąpili do masowych pogromów Tutsi, w których trakcie zamordowano tysiące mężczyzn, kobiet i dzieci. W odwecie armia pod pozorem „przywracania pokoju i porządku” rozpoczęła zakrojone na szeroką skalę masakry Hutu. Owe wydarzenia zniszczyły rodzący się międzyetniczny konsensus oraz trwale zdestabilizowały państwo. Mimo prób znalezienia pokojowego rozwiązania konfliktu, podejmowanych w latach 1993–1996, sytuacja polityczna w Burundi stale się pogarszała, co doprowadziło ostatecznie do wybuchu otwartej wojny pomiędzy zdominowaną przez Tutsi armią a partyzanckimi ugrupowaniami Hutu. Liczba ofiar tego konfliktu szacowana jest na ok. 300 tys.